# ۲۸ ژوئن
۲۸ ژوئن صد و هفتاد و نهمین (در سال‌های کبیسه صد و هشتادمین) روز سال در گاه‌شماری میلادی است. ۱۸۶ روز تا پایان سال باقی‌است.

## رویدادها
- ۱۹۱۴ - ترور آرشیدوک فرانتس فردیناند
- ۱۹۴۱ - جنگ جهانی دوم: نیروهای آلمانی در طی عملیات بارباروسا شهر مینسک در بلاروس را به تصرف خود درآوردند.
- ۱۹۴۲ - جنگ جهانی دوم: آغاز مورد آبی، تهاجم تابستانه ورماخت به سمت قفقاز
- ۲۰۲۳ - اعتراضات به هتک حرمت قرآن در سوئد

## زادروزها
- ۱۹۷۱ – ایلان ماسک، کارآفرین و مهندس کانادایی
- ۱۷۱۲ – ژان-ژاک روسو، فیلسوف سوئیسی
- ۱۹۲۶ - مل بروکس، نویسنده آمریکایی
- ۱۹۴۷ – آلان تیتلی، نویسنده، استاد دانشگاه و روزنامه‌نگار اهل جمهوری ایرلند

## درگذشت‌ها
- ۷۶۷ – پل یکم، پاپ کلیسای کاتولیک
- ۱۳۸۵ – آندرونیکوس چهارم، امپراتور بیزانس
- ۱۸۳۶ – جیمز مدیسون، چهارمین رئیس‌جمهور ایالات متحده آمریکا
- ۱۹۶۱ – سزار زانزوترا، دوچرخه‌سوار اهل ایتالیا (ز. ۱۸۸۶)
- ۱۹۹۷ – رولان سوروگ، دوچرخه‌سوار اهل فرانسه (ز. ۱۹۳۸)